# Göpfersbach
Der Göpfersbach ist ein Zufluss des Bibersbaches in der Kreisstadt Wunsiedel im oberfränkischen Landkreis Wunsiedel im Fichtelgebirge in Nordostbayern. 
Er hat seine Quelle nördlich von Bernstein. Von dort fließt er nördlich und östlich des Ortes und dann durch Göpfersgrün. Er mündet östlich von Holenbrunn in den Bibersbach.